# Galianthe hispidula
Galianthe hispidula är en måreväxtart som först beskrevs av Achille Richard och Dc., och fick sitt nu gällande namn av Elsa Leonor Cabral och Nélida María Bacigalupo. Galianthe hispidula ingår i släktet Galianthe och familjen måreväxter. Inga underarter finns listade i Catalogue of Life.